# Rıza Çalımbay
Rıza Çalımbay (ur. 2 lutego 1963 w Sivas) – turecki piłkarz grający na pozycji prawego pomocnika. W swojej karierze rozegrał 38 meczów w reprezentacji Turcji, w których strzelił 1 gola. Od 2019 roku jest trenerem klubu Sivasspor.

## Kariera klubowa
Całą swoją karierę piłkarską Çalımbay spędził w klubie Beşiktaş JK ze Stambułu. W sezonie 1980/1981 zadebiutował w nim w pierwszej lidze tureckiej. Od sezonu 1981/1982 był podstawowym zawodnikiem Beşiktaşu. Wraz z Beşiktaşem sześciokrotnie wywalczył tytuł mistrza Turcji w latach 1982, 1986, 1990, 1991, 1992 i 1995. W latach 1989, 1990 i 1994 zdobywał Puchar Turcji. W swojej karierze sięgnął też po Superpuchar Turcji w latach 1986, 1989, 1992 i 1994. W Beşiktaşie grał do końca sezonu 1995/1996. W barwach Beşiktaşu rozegrał 494 meczów ligowych, w których strzelił 41 bramek.
| Sezon   | Klub        | Kraj   | Rozgrywki | Mecze | Bramki |
| ------- | ----------- | ------ | --------- | ----- | ------ |
| 1980/81 | Beşiktaş JK | Turcja | 1. Lig    | 13    | 0      |
| 1981/82 | Beşiktaş JK | Turcja | 1. Lig    | 32    | 1      |
| 1982/83 | Beşiktaş JK | Turcja | 1. Lig    | 34    | 1      |
| 1983/84 | Beşiktaş JK | Turcja | 1. Lig    | 31    | 0      |
| 1984/85 | Beşiktaş JK | Turcja | 1. Lig    | 33    | 2      |
| 1985/86 | Beşiktaş JK | Turcja | 1. Lig    | 36    | 9      |
| 1986/87 | Beşiktaş JK | Turcja | 1. Lig    | 36    | 10     |
| 1987/88 | Beşiktaş JK | Turcja | 1. Lig    | 36    | 6      |
| 1988/89 | Beşiktaş JK | Turcja | 1. Lig    | 33    | 3      |
| 1989/90 | Beşiktaş JK | Turcja | 1. Lig    | 34    | 3      |
| 1990/91 | Beşiktaş JK | Turcja | 1. Lig    | 30    | 5      |
| 1991/92 | Beşiktaş JK | Turcja | 1. Lig    | 30    | 1      |
| 1992/93 | Beşiktaş JK | Turcja | 1. Lig    | 29    | 0      |
| 1993/94 | Beşiktaş JK | Turcja | 1. Lig    | 29    | 1      |
| 1994/95 | Beşiktaş JK | Turcja | 1. Lig    | 32    | 1      |
| 1995/96 | Beşiktaş JK | Turcja | 1. Lig    | 27    | 0      |

## Kariera reprezentacyjna
W reprezentacji Turcji Çalımbay zadebiutował 9 września 1981 roku w przegranym 0:2 meczu eliminacji do MŚ 1982 z Islandią. W swojej karierze grał w też w eliminacjach do Euro 84, MŚ 1986, Euro 88, MŚ 1990, Euro 92 i MŚ 1994. Od 1981 do 1992 roku rozegrał w kadrze narodowej 38 meczów i strzelił w nich 1 gola.

## Kariera trenerska
Po zakończeniu kariery piłkarskiej Çalımbay został trenerem. Prowadził takie kluby jak: Göztepe AŞ, Denizlispor, MKE Ankaragücü, Çaykur Rizespor, Beşiktaş JK, Osmanlıspor, Eskişehirspor i Sivasspor.